# 鳥居峠 (長野県)

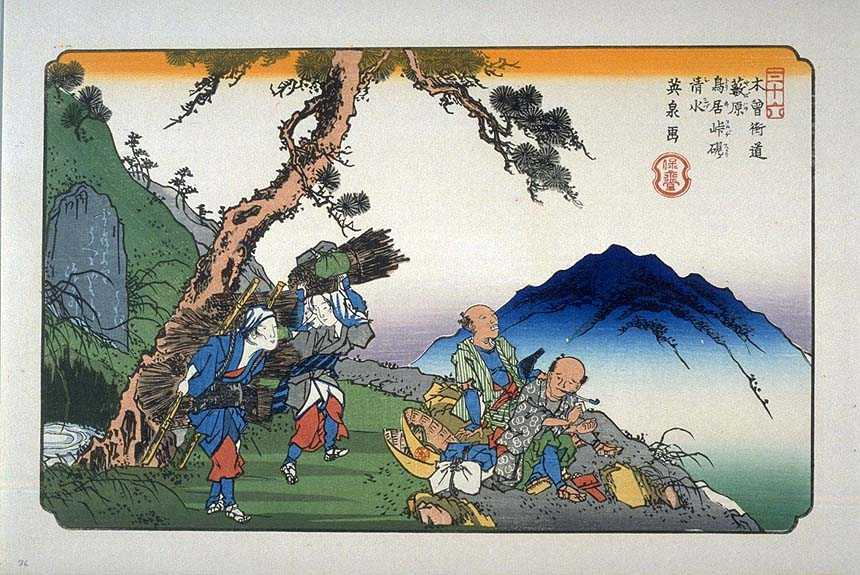
渓斎英泉 木曾街道 藪原宿

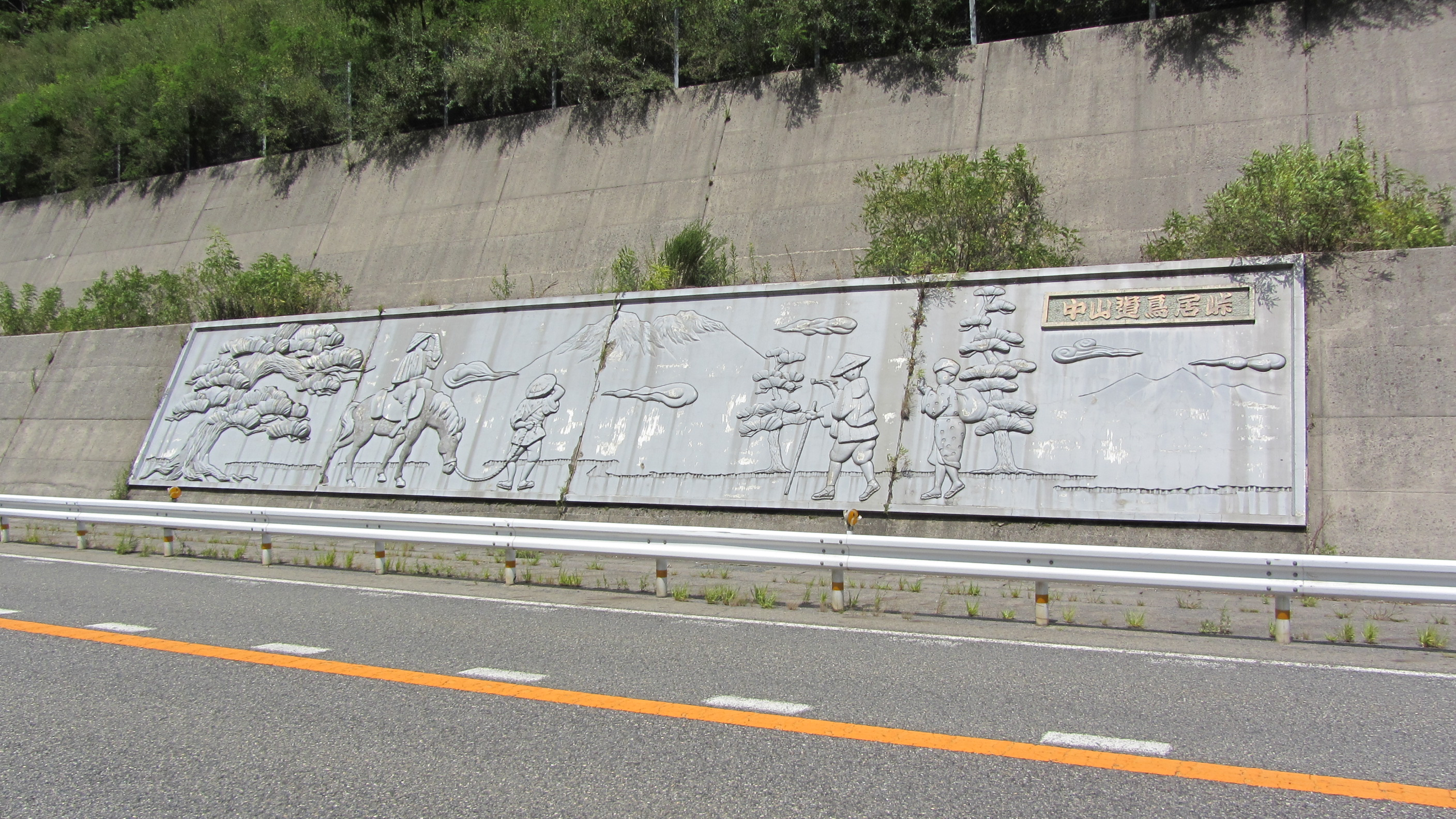
鳥居峠付近の壁画
（国道19号 150キロポスト付近）
長野県木曽郡木祖村菅

鳥居峠（とりいとうげ）は、長野県の塩尻市奈良井と木曽郡木祖村藪原を結ぶ峠。標高は1,197 m。峠山の標高は約1,415.7 m、旧中山道の難所であった。

## 概要
713年（和銅6年）、美濃国と信濃国の境で東山道の神坂峠（岐阜県中津川市・長野県阿智村）が危険な為に新たな官道として12年の歳月を掛けて開削されたのが「岐蘇（吉蘇）木曽路」である。吉蘇路（きそじ）の鳥居峠は、かつて「県坂」（あがたざか）と呼ばれていた。木曾谷地方の信濃国編入以前は、峠の東側を北に向かって流れる奈良井川（信濃川水系）と、西側を南に向かって流れる木曽川（木曽川水系）との中央分水嶺と境峠（長野県道26号奈川木祖線）・木曽峠・清内路峠・鉢盛峠が信濃国と美濃国の国境であった。
中世には「ならい坂」「やぶはら坂」と呼ばれた。美濃国と信濃国の国境に位置しているので、中世には戦いが何度も行われた。
松尾芭蕉は貞享元年の野ざらし紀行と元祿元年の更科紀行の2度、鳥居峠を越え、「木曽の栃浮き世の人の土産かな」、「雲雀よりうえにさすらふ嶺かな」の句を残した。法眼護物「嶺は今朝ことしの雪や木曽の秋」の句碑がある。
「子生みの栃」として知られるものとして、鳥居峠の御嶽山神社から僅かに奈良井宿側に大きな栃の木群落がある。

## 歴史
平安時代後期、以仁王の令旨を受けた源義仲（木曽義仲）は平家追討の旗揚げをし、八幡宮にて挙兵の奉納をした後、県坂（現在の鳥居峠）御嶽遥拝所に参拝し、大夫房覚明に執筆させてここより出陣をしたとされる。硯水の傍に柳の木があり、義仲は枝を折り「我が事ならば、この柳に根を生じて繁茂するであろうと立ち去った」とされ、この柳はその後見事に根付き、成長したという伝説が残っている。渓斎英泉の浮世絵「木曽街道 薮原宿 鳥居峠」の絵には、木曽義仲の硯清水の碑と湧き水が描かれている。木曾義元が戦勝祈願のため、峠に鳥居を建てて以来、鳥居峠と呼ばれるようになったといわれている。
「鳥居峠の合戦」は伝承が非常に多く一度の合戦では無理があるので、ここでは西筑摩郡史・岐蘇古今沿革志等の二度の合戦にて追記する。
1549年（天文18年）4月、甘利左衛門を大将とする武田晴信（後の武田信玄）の軍勢と木曽義康の軍が鳥居峠で衝突。武田軍は敗れ、兵を引く。
1555年（天文24年）3月、武田晴信は本隊を分け、一隊は鳥居峠、もう一隊は奈良井川支流の陣ヶ沢、別動隊を萩曽（現在の木祖村小木曽）とする3隊で木曽軍を攻める。木曽義康は鳥居峠を下り敗走し、小沢川の合戦、王滝城（崩越城・鞍馬城）の合戦に負け、篭城の末に武田の軍門に下る。

1582年（天正10年）2月6日（1月28日説あり）、鳥居峠の戦いで武田勝頼は武田信豊を大将、神保治部少輔を検史にし、2000騎で木曽を攻める。義康の嫡子・木曽義昌は500騎にて鳥居峠を囲み、武田軍に鳥居峠を越えさせた後、藪原宿の北、雪の深い青木ヶ原に誘い込んで武田軍を囲み攻める。結果、神保治部は討死し、武田信豊は負傷し退却する。同年2月16日、武田軍の大将今福昌和が軍勢三千騎で木曽を攻める。木曽軍の将 遠山主水は武田軍に鳥居峠を越えさせて青木ヶ原に誘い込み、今福昌和を討ち取る。乱戦途中から織田信長の加勢で苗木軍が木曽勢に加わり、小田左京ら武田軍の将を含め150人を討取る。この負けにより武田家は一気に崩壊し滅亡する事となる。武田氏滅亡後、木曾義昌は織田信長に拝謁して、木曽谷安堵の他、筑摩郡と安曇郡を与えられ、深志城（現在の松本城の前身）城主となる。
甲州征伐における織田方木曾義昌と武田勝頼の戦いで命を落とした武田方の兵士500人を埋葬したという「葬沢」なる沢もある。

## 交通
鳥居峠を通過する交通路は6本あり、うち1本が歩道、3本が車道、2本が鉄道である。
歩道および車道は以下の通りである。
- 江戸時代以来の旧中山道を信濃路自然歩道（1971年（昭和46年）指定）として整備したもの
- 1890年（明治23年）の長野県による七道開削事業により初めて車道として開通した明治新道
- 1955年（昭和30年）に開通した鳥居隧道（延長1,111 m）を通る国道19号旧道
- 1978年（昭和53年）に開通した新鳥居トンネル（延長1,738 m）を通る国道19号現道（現在の中山道）

このうち鳥居隧道は封鎖されており通行不能だが、旧中山道と明治新道は現在でも通行できる。
鉄道は、国鉄（現在のJR東海）中央本線が延長1,673 mの鳥居トンネル（1910年（明治43年）10月5日開通、1921年（大正10年）延伸補強）を通行していたが、前後の急勾配・急カーブを解消するため、1969年（昭和44年）9月に延長2,157 m・複線断面の新鳥居トンネルを通行するよう切り替えられた。

## 峠の前後
奈良井宿は、妻籠宿と並ぶ木曾路でも栄えた宿場町であった。宿屋が千軒並んでいたとも言われ（奈良井千軒）、重要伝統的建造物群保存地区として現在も風情を楽しむことが出来るようになっている。国道19号沿い、中央本線奈良井駅から800 mほどであり、近辺には木曽の大橋、高札場跡、鎮神社、上問屋史料館、旧楢川村歴史民俗資料館などがある。
奈良井から旧街道を登っていくと、武田氏と木曾氏の古戦場があり、水場・トイレ・峠の茶屋の休憩所があり、展望があり（西方向に御嶽山、南方向に木曽駒ヶ岳）、立派な栃の木があり、木曾義仲の硯水があり、さらに上がって峠の頂点には御嶽神社がある。道中ところどころに「熊よけの鐘」が備え付けられている。
藪原側へ下っていくと、中央本線藪原駅から1,200 mほどのところに尾張藩の鷹匠役所跡（お鷹城）があり、900 mほどのところに藪原神社がある。この近辺から藪原駅までの間に、極楽寺（宝蔵庫）、宮川家史料館 、高札場跡、ギャラリー、木祖村資料館（お六櫛博物館）などがあり、再び国道19号まで降りてくる。
奈良井宿から藪原宿までは8 km、徒歩約3時間半の道程である。

## 関連著作
- 菊池寛『恩讐の彼方に』